# Bayang Barrios
Bayang Barrios (Bunawan, 12 juni 1968) is een Filipijnse zangeres en songwriter. Barrios begon haar carrière als zangeres in de Filipijnse folkband van Joey Ayala van 1988 tot 1994. In 1996 ging ze solo verder. Ze won met haar karakteristieke geluid diverse prijzen en staat bekend om het gebruik van inheemse muziekinstrumenten.

## Carrière
Barrios studeerde in de jaren 80 in Davao. Daar ontmoette ze in 1988 Joey Ayala, die toen een toneelstuk regisseerde, waar zij met haar koor aan mee deed. In de pauzes speelde ze gitaar en zong nummers van de populaire folkrockband Asin. Ayala vroeg daarop of ze interesse had om tot band, de Joey Ayala at Ang Bagong Lumad toe te treden. Met de band trad ze op in Davao toerde ze door de Filipijnen. Door de muziek van de band kwam ze weer in aanraking met haar eigen culturele achtergrond, die ze tot dan toe had gehaat. Ze begon met het zingen en dansen van de Manobodansen en de dansen van andere etnische groeperingen uit Mindanao. Na het afronden van haar college-opleiding besloot ze in 1991 naar Manilla te verhuizen om daar met Alcala’s band verder te gaan. Gedurende enkele jaren zong ze in de band, die zich in die jaren ontwikkelde van een alternatieve folkband tot een populaire mainstreamband. Barrios maakte in die periode naam als zangeres en begon daarop in 1996 aan een solocarrière. 
In 1997 bracht ze met hulp van haar echtgenoot Mike Villegas, haar debuutalbum Bayang Makulay uit. Het album was commercieel geen groot succes, maar won ze wel er diverse nationale en internationale prijzen mee. Ook met de twee daaropvolgende albums Harinawa (2002) en Alon (2004) brak ze niet door tot het grote publiek. Haar alternatieve nummers kregen niet veel speeltijd op de Filipijnse radio. Wel was ze diverse malen te zien op de Filipijnse televisiezenders als ABS-CBN, GMA en ABC5. Zo werd in 2004 in een aflevering van de documentairereeks Eye Witness van GMA,  getiteld Pinoy Jam, en in Bayang Bayang Musikahan uitvoerig aandacht besteed aan de door Barrios gemaakte reis van Manilla naar Mindanao waarin ze op zoek ging naar haar inheemse wortels. Datzelfde jaar brak ze wel door tot het grote publiek toen ze met haar nummer “Malayo Man, Malapit Din”, de Grand Prize op het Manila Metropop Music Festival won.

## Discografie
Als solo-artiest heeft Barrios de volgende albums uitgebracht:
- 1997 - Bayang Makulay
- 2002 - Harinawa
- 2004 – Alon
- 2008 –  Biyaya

## Filmografie
Soundtrack
- 2005 - Encantadia (televisie-serie)
- 2005 - Ang pagdadalaga ni Maximo Oliveros
- 2006 - In da Red Corner
- 2007 - Resiklo

Actrice
- 2009 - Engkwentro (Jo)
- 2010 - Emir (Nanay)

## Onderscheidingen
- 1996 – finalist op het Manila Metropop Music Festival met Bagong Umaga
- 1999 – Asian Vocalist Festival Golden Award op het Hanoi Music Festival
- 1997 – Katha Awards voor beste folkalbum met Bayang Makulay
- 1997 – Katha Awards voor beste folkarrangement met Alay sa mga Kapatid
- 1997 – Katha Awards voor beste folknummer met Saan Nangagaling ang Himig
- 1997 – Katha Awards voor beste folkzangers met Saan Nangagaling ang Himig
- 1997 – Katha Awards voor beste wereldmuzieknummer met Bagong Umaga
- 1997 – Lorenzo Ruiz Award for Music van Catholic Mass Media Awards voor Bayang Makulay
- 1998 – Anvil Award voor haar interpretatie van Gary Granada's Lakbayin ang Pilipinas
- 2000 – Finalist in Himig Handog Para sa Bayaning Pilipino
- 2002 – Katha Awards voor beste wereldmuzieknummer met Ngansiba
- 2003 – Grand Prize Manila Metropop Music Festival
- 2003 – Genomineerd voor een Awit Award in de categorie beste alternatieve nummer met Malayo man, Malapit din
- 2003 – Genomineerd voor een MTV Asia Award in de categorie Women Achiever
- 2004 – Genomineerd voor het New Global Leaders in de categorie muziek

## Persoonlijk
Bayang Barrios is getrouwd met Mike Villegas. Samen kregen ze in 2006 een dochter.